# 20 kilomètres marche masculin aux championnats du monde d'athlétisme 1999
Navigation
Athènes 1997 Edmonton 2001
L'épreuve du 20 kilomètres marche masculin des championnats du monde d'athlétisme 1999 s'est déroulée le 21 août 1999 dans les rues de Séville, en Espagne. Elle est remportée par le Russe Ilya Markov.

## Résultats
| Rang               | Athlète                | Pays        | Temps           | Notes |
| ------------------ | ---------------------- | ----------- | --------------- | ----- |
| Médaille d'or      | Ilya Markov            | Russie      | 1 h 23 min 34 s |       |
| Médaille d'argent  | Jefferson Pérez        | Équateur    | 1 h 24 min 19 s |       |
| Médaille de bronze | Daniel García          | Mexique     | 1 h 24 min 31 s |       |
| 4                  | Li Zewen               | Chine       | 1 h 24 min 43 s |       |
| 5                  | Alessandro Gandellini  | Italie      | 1 h 24 min 51 s |       |
| 6                  | Igor Kollár            | Slovaquie   | 1 h 25 min 15 s |       |
| 7                  | Nathan Deakes          | Australie   | 1 h 25 min 26 s |       |
| 8                  | Giovanni De Benedictis | Italie      | 1 h 25 min 33 s |       |
| 9                  | Ivan Trotski           | Biélorussie | 1 h 25 min 54 s |       |
| 10                 | Michele Didoni         | Italie      | 1 h 26 min 00 s | SB    |
| 11                 | Yevgeniy Misyulya      | Biélorussie | 1 h 26 min 08 s |       |
| 12                 | Alejandro López        | Espagne     | 1 h 26 min 17 s |       |
| 13                 | Denis Langlois         | France      | 1 h 26 min 25 s |       |
| 14                 | Yu Guohui              | Chine       | 1 h 26 min 51 s |       |
| 15                 | Paquillo Fernández     | Espagne     | 1 h 27 min 23 s |       |
| 16                 | Hatem Ghoula           | Tunisie     | 1 h 28 min 36 s |       |
| 17                 | Daisuke Ikeshima       | Japon       | 1 h 29 min 03 s |       |
| 18                 | Mikel Odriozola        | Espagne     | 1 h 29 min 03 s |       |
| 19                 | Augusto Cardoso        | Portugal    | 1 h 29 min 33 s |       |
| 20                 | Liu Yunfeng            | Chine       | 1 h 31 min 26 s |       |
| 21                 | Valeriy Borisov        | Kazakhstan  | 1 h 31 min 38 s |       |
| 22                 | Fedosei Ciumacenco     | Moldavie    | 1 h 32 min 08 s |       |
| 23                 | Claus Jørgensen        | Danemark    | 1 h 34 min 47 s |       |
| 24                 | Timothy Seaman         | États-Unis  | 1 h 35 min 58 s |       |
| 25                 | José Urbano            | Portugal    | 1 h 37 min 50 s |       |
| 26                 | Nick A'Hern            | Australie   | 1 h 38 min 08 s |       |
| —                  | Mikhail Khmelnitskiy   | Biélorussie | DNF             |       |
| —                  | Bernardo Segura        | Mexique     | DNF             |       |
| —                  | Sándor Urbanik         | Hongrie     | DNF             |       |
| —                  | Luis Fernando García   | Guatemala   | DNF             |       |
| —                  | Andreas Erm            | Allemagne   | DNF             |       |
| —                  | Aigars Fadejevs        | Lettonie    | DNF             |       |
| —                  | Roman Rasskazov        | Russie      | DNF             |       |
| —                  | João Vieira            | Portugal    | DQ              |       |
| —                  | Arturo Huerta          | Canada      | DQ              |       |
| —                  | Vladimir Andreyev      | Russie      | DQ              |       |
| —                  | Róbert Valíček         | Slovaquie   | DQ              |       |
| —                  | Birger Fält            | Suède       | DQ              |       |
| —                  | Julio René Martínez    | Guatemala   | DQ              |       |

## Légende
Records et Performances
- AR : Record continental (area record)
- CR : Record des championnats (championship record)
- MR : Record du meeting (meet record)
- NR : Record national (national record)
- OR : Record olympique (olympic record)
- PR : Record paralympique (paralympic record)
- PB : Record personnel (personal best)
- SB : Meilleure performance personnelle de la saison (season's best)
- WL : Meilleure performance mondiale de l'année (world leader)
- WJR : Record du monde junior (world junior record)
- WR : Record du monde (world record)

Circonstances et Conditions
- DNF : N'a pas terminé (did not finish)
- DNS : N'a pas pris le départ (did not start)
- DQ : Disqualification (disqualification)
- NM : Aucun essai valable enregistré (No Mark)
- Q : Qualifié « directement » au prochain tour (ou à la prochaine compétition), lors d'une compétition majeure, grâce au classement ou à la réalisation des minima (automatic qualifier)
- q : Qualifié au prochain tour (ou à la prochaine compétition), lors d'une compétition majeure, grâce au repêchage ou à la réalisation de l'une des meilleures performances parmi celles des « non qualifiés directement » (grâce au meilleur temps ou à la meilleure distance par exemple) (secondary qualifier)